# Sæsoner af One Tree Hill

## Sæson 1
| Nr. i serien | Nr. i sæson | Titel                                       | Instruktør            | Forfatter                      | Første sendedag    |
| --- | ----------- | ------------------------------------------- | --------------------- | ------------------------------ | ------------------ |
| 1 | 1           | "Pilot"                                     | Bryan Gordon          | Mark Schwahn                   | 23. september 2003 |
| Udover deres fælles kærlighed for basketball, ser det ud til at Lucas og Nathan er to unge mænd med meget lidt tilfælles, men de er forbundet af den mørke hemmelighed at de har samme far. Nathan er stjernen på på gymnasiets basketballhold og byens helt, mens Lucas er enebarn til en arbejdende alene mor. De to drenges liv støder sammen, da skæbnen sætter Lucas på Nathans basketballhold, her konkurrere halvbrødrene, ikke kun om kontrollen over banen, men også om Nathans smukke kæreste Peyton Sawyers hjerter. |             |                                             |                       |                                |                    |
| 2 | 2           | "The Places You Have Come to Fear the Most" | Bryan Gordon          | Mark Schwahn                   | 30. september 2003 |
| Lucas ødelægger sin første kamp på førsteholdet, og besluttet et gå af holdet. Hullet imellem Nathan og Peyton vokser, fordi Peyton er træt af at Nathan hele tiden genere Lucas. Imens presser Keith, Karen til at kæmpe imod sine følelser for Dan, da hun nægtet at sætte sine ben i gymnastiksalen for at støtte sin søn. |             |                                             |                       |                                |                    |
| 3 | 3           | "Are You True?"                             | Michael Grossman      | Jennifer Cecil                 | 7. oktober 2003    |
| Frustreret over Lucas' voksende popularitet forsøger Nathan at finde hans svage punkt, og finder det i Lucas' bedsteveninde Haley. Imens er Peyton rasende på Lucas, fordi han har vist hendes tegninger til den lokale avis, uden hun viste noget om det. |             |                                             |                       |                                |                    |
| 4 | 4           | "Crash Into You"                            | David Carson          | Mark Perry                     | 14. oktober 2003   |
| Haley overtaler Lucas til at tage med til holdet til et after-party i Nathans strandhus, i håbet om at drengene vil blive venner. Da Lucas ser rigdommene han ikke fik noget af, konfrontere han sin mor med hvorfor hun lod Dan ignorere dem. Imens kommer Nathans mor hjem, og finder en vred søn, hun henvender sig til Karen for at få råd. |             |                                             |                       |                                |                    |
| 5 | 5           | "All That You Can't Leave Behind"           | Duane Clark           | Ann Hamilton og Mark Schwahn   | 21. oktober 2003   |
| Lucas spørger Keith om han vil spille med ham til den årlige far-søn basketball kamp, og indser at han har fået den bedste faderfigur da Dan offentlig ydmyger Nathan på banen. Peyton har svært ved at håndtere årsdagen for hendes mors død, og finder Whitey som en god støtte. |             |                                             |                       |                                |                    |
| 6 | 6           | "Every Night is Another Story"              | Jason Moore           | Mike Kelley                    | 28. oktober 2003   |
| Da Whitey smider Lucas og Nathan af bussen pga. af deres opførsel på banen, efterlader det ikke bare de to brødre hjælpeløse 30 mil hjemmefra, men de støder også ind i et par punkere der truer dem med en pistol. Brooke bliver skadet under kampen, og har brug for Peyton til at køre hende hjem, og som noget helt usandsynligt beder Peyton, Haley om hjælp. |             |                                             |                       |                                |                    |
| 7 | 7           | "Life in a Glass House"                     | Robert Duncan McNeill | Mike Kelley                    | 4. november 2003   |
| Aftenen for Dan og Debs årlige basketball-værdsættelses fest, åbnes gamle sår og nye følelser, da Karen for sig en ny ven, Keith konfrontere sin lillebror Dan igen, og Lucas endelig tager sig sammen til at gøre noget ved sine følelser for Peyton. Haley og Nathan begynder at blive tættere, indtil Brooke spreder et ondskabsfuldt rygte der efterlader Haley sønderknust. |             |                                             |                       |                                |                    |
| 8 | 8           | "The Search for Something More"             | John T. Kretchmer     | Jennifer Cecil                 | 11. november 2003  |
| 9 | 9           | "With Arms Outstretched"                    | Greg Prange           | Mark Schwahn                   | 18. november 2003  |
| Efter at have kæmpet mod sin far og Haley, bukker Nathan under for presset og tager amfetamin for at hjælpe hans spil. Men han er ikke klar over hvilke ødelæggelser stoffet har på sin krop og hans familie. Imens tager Peyton hen til Lucas for at sætte gang i deres forhold, men da hun kommer til hans hus ser hun ham sammen med Brooke. |             |                                             |                       |                                |                    |
| 10 | 10          | "You Gotta Go There to Come Back"           | Keith Samples         | Mike Kelley                    | 20. januar 2004    |
| Efter at Whitey har aflyst basketball træningen, overtaler Brooke Lucas, til at slappe af og tager ham med på en vild nat i byen. Imens prøver Deb at forklare Dan, at han skal tage Nathan med på en far-søn weekend for at genopbygge deres forhold, men det går ikke helt som hun håber. |             |                                             |                       |                                |                    |
| 11 | 11          | "The Living Years"                          | Thomas J. Wright      | Mark Perry                     | 27. januar 2004    |
| Ude af stand til at håndtere presset fra Dan, beslutter Nathan at droppe basketballholdet, og går til Haley som hjælper ham med at få brugt sin fritid. Imens bliver Brooke jaloux over Lucas og Peytons voksende venskab. |             |                                             |                       |                                |                    |
| 12 | 12          | "Crash Course in Polite Conversations"      | Sandy Smolan          | Jessica Queller                | 3. februar 2004    |
| Efter at Peyton har modtaget den voldsomme nyhed om at hendes far er omkommet på havet, tager hende og Lucas en tur til Hilton Head, for at se på et lig der er blevet skyllet i land. Begejstret kysser Peyton Lucas. Imens for et uventet besøg fra Dans forældre skabt oprør imellem familien Scott, da en masse familie hemmeligheder bliver afsløret til Dans fødselsdags middag. |             |                                             |                       |                                |                    |
| 13 | 13          | "Hanging by a Moment"                       | John Behring          | Mark Schwahn                   | 10. februar 2004   |
| Keith og Lucas er på vej til lufthavnen for at hente Karen, da et bilsammenstød efterlader Lucas bevidstløs, kæmpende for sit liv. Dan har overværet ulykken, og kører Lucas til hospitalet. Her må han indrømme at Lucas er hans søn for at Lucas kan få hjælp. Imens beslutter Peyton sig for at fortælle Brooke om at hende og Lucas har kysset. |             |                                             |                       |                                |                    |
| 14 | 14          | "I Shall Believe"                           | Greg Prange           | Jennifer Cecil                 | 17. februar 2004   |
| 15 | 15          | "Suddenly Everything Has Changed"           | David Carson          | Mark Perry                     | 24. februar 2004   |
| Efter hans nær-død oplevelse, beslutter Lucas at han har truffet det forkerte valg imellem Brooke og Peyton, så han afslutter sit forhold med Brooke, og genoptager sin hemmelige affære med Peyton. Men sandheden kommer frem da han kommer på skadestuen, og de to piger står ansigt til ansigt på hospitalet. Imens, ude af stand til at betale sine lån, efter at have betalt Lucas' hospital regning, sætter Keith sit værksted til salg.                                                                                  |             |                                             |                       |                                |                    |
| 16 | 16          | "The First Cut is the Deepest"              | Robert Duncan McNeill | Mike Kelley                    | 2. marts 2004      |
| Nathan skal beslutte hvilken af hans forældre han vil bo ved efter skilsmissen, men Dan beslutter at styrke hans side ved at true med at afsløre Debs mørkeste hemmelighed i retten, medmindre Nathan vælger at bo ved ham. Imens mødes Lucas en smuk fremmede som for hans hjerne til at hvirvle rundt. |             |                                             |                       |                                |                    |
| 17 | 17          | "Spirit in the Night"                       | Duane Clark           | Terrence Coli                  | 6. april 2004      |
| Holdet kører mod Charlotte hvor Brooke er fast besluttet på at vinde første pladsen af den årlige heppekorskonkurrence, men da en fra heppekors-holdet bliver sur spørger Peyton Haley om hun ikke vil komme på holdet for en dag. Imens, efter at Whitey sætter Lucas og Nathan til at bo på samme værelse, opstår der der konfrontationer imellem de to, og Haley er fanget imellem dem. |             |                                             |                       |                                |                    |
| 18 | 18          | "To Wish Impossible Things"                 | Billy Dickson         | Mark Schwahn                   | 13. april 2004     |
| Lucas, Nathan og Jake bliver solgt ved højeste bud til den årlige "Boy Toy" velgørenheds auktion, og natten fører til overraskende udvikling for gamle flammer. Imens, Brooke har misset auktionen og ender op sammen med Mouth, og giver ham hans livs nat. |             |                                             |                       |                                |                    |
| 19 | 19          | "How Can You Be Sure?"                      | Thomas J. Wright      | Karyn Usher                    | 20. april 2004     |
| 20 | 20          | "What Is and What Should Never Be"          | Perry Lang            | Edward Kitsis og Adam Horowitz | 27. april 2004     |
| Imens Nathan forsøger at finde et job efter skole for at kunne betale sine regninger, beslutter Haley at holde en fest i hans lejlighed, men går i panik da tingene går ud af kontrol. Efter en svigtet Brooke finder ud af at hun ikke var inviteret til festlighederne, beslutter hun sig for sammen med hendes nye ven Nicki at ødelægge festen. |             |                                             |                       |                                |                    |
| 21 | 21          | "The Leaving Song"                          | Davis Carson          | Jennifer Cecil og Mark Perry   | 4. maj 2004        |
| Lucas er chokeret efter at finde ud af, at Dan engang spurgte Karen for fælles forældremyndighed af Lucas mens han var en baby. Imens, Peyton går i panik da Nicki kidnapper Jakes datter, mens Peyton passede hende. |             |                                             |                       |                                |                    |
| 22 | 22          | "The Games That Play Us"                    | Greg Prange           | Mark Schwahn                   | 11. maj 2004       |
| Lucas og Nathan tager skrubbet af Dans mishandlinger da han træner dem til playoff kampene, han presser dem begge til briste punktet. Haley er lamslået da Dan truer hende til at genoverveje hendes forhold med Nathan. Imens, Whitey finder ud af at hans helbreds tilstand er mere kritisk end hvad han troede, og Dan finder ud af en chokerende hemmelighed om Deb. |             |                                             |                       |                                |                    |

## Sæson 2
| Nr. i serien | Nr. i sæson | Titel                                            | Instruktør         | Forfatter                       | Første sendedag    |
| ------------ | ----------- | ------------------------------------------------ | ------------------ | ------------------------------- | ------------------ |
| 23           | 1           | "The Desperate Kingdom of Love"                  | Greg Prange        | Mark Schwahn                    | 21. september 2004 |
| 24           | 2           | "Truth Doesn't Make A Noise"                     | Bill Dickson       | Mark Perry                      | 28. september 2004 |
| 25           | 3           | "Near Wild Heaven"                               | Greg Prange        | James Stoteraux og Chad Fiveash | 5. oktober 2004    |
| 26           | 4           | "You Can't Always Get What You Want"             | Joanna Kerns       | Jennifer Cecil                  | 12. oktober 2004   |
| 27           | 5           | "I Will Dare"                                    | Thomas J. Wright   | Mark Schwahn                    | 19. oktober 2004   |
| 28           | 6           | "We Might As Well Be Strangers"                  | Sandy Bookstaver   | Terrence Coli                   | 26. oktober 2004   |
| 29           | 7           | "Let the Reigns Go Loose"                        | David Paymer       | R. Lee Fleming Jr.              | 2. november 2004   |
| 30           | 8           | "Truth, Bitter Truth"                            | Billy Dickson      | Stacy Rukeyser                  | 9. november 2004   |
| 31           | 9           | "The Trick Is To Keep Breathing"                 | John Mallory Asher | James Stoteraux og Chad Fiveash | 16. november 2004  |
| 32           | 10          | "Don't Take Me for Granted"                      | Lev L. Spiro       | Mark Schwahn                    | 30. november 2004  |
| 33           | 11          | "The Heart Brings You Back"                      | Matt Shakman       | Mark Perry                      | 25. januar 2005    |
| 34           | 12          | "Between Order and Randomness"                   | Bethany Rooney     | Terrence Coli                   | 1. februar 2005    |
| 35           | 13          | "The Hero Dies In This One"                      | Kevin Dowling      | Jennifer Cecil                  | 8. februar 2005    |
| 36           | 14          | "Quiet Things That No One Ever Knows"            | Babu Subramaniam   | R. Lee Fleming Jr.              | 15. februar 2005   |
| 37           | 15          | "Unopened Letter to the World"                   | Greg Prange        | Mark Schwahn                    | 22. februar 2005   |
| 38           | 16          | "Somewhere A Clock Is Ticking"                   | Billy Dickson      | Stacy Rukeyser                  | 1. marts 2005      |
| 39           | 17          | "Something I Can Never Have"                     | Paul Johansson     | Mike Herro og David Strauss     | 19. april 2005     |
| 40           | 18          | "The Lonesome Road"                              | Thomas J. Wright   | John Norris                     | 26. april 2005     |
| 41           | 19          | "I'm Wide Awake, It's Morning"                   | Thomas J. Wright   | Mark Schwahn                    | 3. maj 2005        |
| 42           | 20          | "Lifetime Piling Up"                             | Les Butler         | Mark Perry                      | 10. maj 2005       |
| 43           | 21          | "What Could Have Been"                           | Bethany Rooney     | Jennifer Cecil                  | 17. maj 2005       |
| 44           | 22          | "The Tide That Left and Never Came Back, Part 1" | Thomas J. Wright   | Mark Schwahn                    | 24. maj 2005       |
| 45           | 23          | "The Leavers Dance, Part 2"                      | Greg Prange        | Mark Schwahn                    | 24. maj 2005       |

## Sæson 3
Tekst mangler, hjælp os med at skrive teksten

## Sæson 4
Tekst mangler, hjælp os med at skrive teksten

## Sæson 5
Tekst mangler, hjælp os med at skrive teksten

## Sæson 6
Tekst mangler, hjælp os med at skrive teksten